# Mark Archdeacon
Mark Archdeacon (Greenock, 9 oktober 1989) is een Schotse voetballer (aanvaller) die sinds 2011 voor de Schotse vierdeklasser Clyde FC uitkomt. Voordien speelde hij onder meer voor Motherwell FC.